# Felix Jacoby
Felix Jacoby (Magdeburgo, 19 marzo 1876 – Berlino, 10 novembre 1959) è stato un filologo classico, grecista e bibliografo tedesco, principale artefice dell'importante raccolta Die Fragmente der griechischen Historiker.

## Biografia
Felix Jacoby era figlio di Oscar Jacoby (1831-1919), un agiato commerciante di cereali di religione israelita, e di Gertrude Löwenthal (1856-1929). All'età di undici anni ricevette il battesimo nella chiesa luterana. Dopo aver studiato al Pädagogium cattolico "Kloster Unser Lieben Frauen" (Nostra Signora di Magdeburgo"), nel 1894 si iscrisse all'Università di Friburgo in Brisgovia in filologia classica; proseguì gli studi nelle università di Monaco di Baviera (1894-1896) e di Berlino (dal 1896). Dopo un'interruzione degli studi per compiere il servizio militare, Felix Jacoby conseguì il dottorato a Berlino presso Hermann Diels con un vasto lavoro su Apollodoro di Atene (1900); la tesi tuttavia ottenne solo la lode, e non la dignità di stampa, il che mise a rischio la futura carriera universitaria. Tuttavia Wilamowitz accettò una versione abbreviata della tesi per la collana Philologische Untersuchungen (1902) e Jacoby poté proseguire gli studi con Eduard Norden all'università di Breslavia dove ottenne l'abilitazione (1903) con un lavoro sul Marmor Parium considerato fondamentale sull'argomento.
Nel 1901 sposò Margarete Johanne von der Leyen (1875-1956), da cui ebbe tre figli: Hans (1902–1980), Eduard Georg (1904-1978) e Annemarie (1905)?). Jacoby divenne "Privatdozent" a Breslavia e scrisse numerosi articoli per la Realencyclopädie der classischen Altertumswissenschaft, l'enciclopedia di studi classici nota come "Pauly-Wissowa". Nel 1906 ottenne la nomina a professore associato, e nel 1907 a professore ordinario, di filologia classica (Latina) all'università di Kiel. Partecipò alla prima guerra mondiale come soldato semplice in un reggimento di artiglieria dal 1915 al 1918. Nel 1923 Jacoby divenne membro corrispondente dell'Akademie der Wissenschaften zu Göttingen (Accademia delle scienze di Gottinga) e nel 1931 dell'Accademia delle scienze prussiana.
Nel 1935 Jacoby venne dichiarato "ebreo" in base alle famigerate Nürnberger Gesetze e costretto a lasciare la cattedra di Kiel. Si stabilì dapprima a Finkenkrug, una località nei pressi di Berlino, per continuare la sua attività scientifica. Decise di emigrare dopo che la sua abitazione venne assalita e danneggiata nella Notte dei cristalli (9-10 novembre 1938) e riuscì a raggiungere l'Inghilterra con la moglie nell'aprile 1939. Ottenne una cattedra all'università di Oxford grazie all'appoggio di Eduard Fraenkel che lo aveva preceduto a Oxford fin dal 1934. Dopo il pensionamento (1953) rimase a Oxford come professore emerito. Nel 1956 Jacoby ritornò in Germania stabilendosi a Berlino. Prima della morte divenne membro esterno dell'Accademia delle Scienze di Torino.
Nel 1977, 18 anni dopo la morte di Felix Jacoby, Georg Picht (1913-1982), un allievo di Martin Heidegger, in un articolo inteso a giustificare il comportamento di Heidegger durante il periodo nazista in Germania, riferì di aver seguito le lezioni svolte da Felix Jacoby 45 anni prima a Kiel e di averlo sentito affermare testualmente, inaugurando un corso monografico su Orazio:
(Georg Picht (1977), "Gewitterlandschaft. Erinnerungen an Martin Heidegger". Merkur, H10, 960-975.)
Il fatto è stato considerato poco verosimile da alcuni studiosi. In particolare, Arnaldo Momigliano, che di Felix Jacoby fu collega a Oxford, scrisse:
(Arnaldo Momigliano, Settimo contributo alla storia degli studi classici e del mondo antico. Roma: Edizioni di storia e letteratura, 1984, p. 518)
La simpatia per Adolf Hitler, da parte di Jacoby relativamente a solo quel periodo, sarebbe stata tuttavia testimoniata anche da altri suoi studenti di allora.

## Attività di ricerca
Felix Jacoby è noto soprattutto per essere autore dell'importantissima raccolta di Frammenti degli storici greci Die Fragmente der griechischen Historiker (FGrH) portata avanti dal 1923 al 1958 e consistente nella raccolta dei frammenti di 856 storici greci. Jacoby ha cominciato a occuparsi della storiografia greca già all'università di Breslavia; ha iniziato con ampi lavori preparatori negli anni venti, a Kiel, e il primo volume è stato pubblicato 1923. Jacoby ha continuato il suo lavoro a Oxford e ha continuato a occuparsi dell'opera a tempo pieno fino alla sua morte. L'opera monumentale, che è rimasta incompiuta, è considerata un mezzo lavorativo irrinunciabile per i filologi classici e gli storici della Grecia antica.
Jacoby si è occupato anche di poesia greca e latina, e ha curato edizioni delle opere di Esiodo, Giovenale, Lucano, Properzio e Orazio.

## Scritti
- Die Fragmente der griechischen Historiker (F.Gr.H.). Berlin: Weidmann, 1927-1958 (Leiden: Brill, 2005)
- Atthis: the local chronicles of ancient Athens. Oxford: The Clarendon Press, 1949
- Der homerische Apollonhymnos. Berlin: W. de Gruyter, 1933
- Diagoras oder Atheos. Berlin: Akademie Verl., 1959
- Die Einschaltung des Schiffkatalogs in die Ilias. Berlin: Akademie der Wissenschaften, 1932
- Esiodi Theogonia, recensuit Felix Jacoby, Berolini: apud Weidmannos, 1930
- Esiodi Carmina, recensuit Felix Jacoby, Berolini: apud Weidmannos, 1931
- Griechische Historiker. Stuttgart: A. Druckenmuller, 1956
- Homerisches. Berlin: Weidmannsche Buchhandlung, 1933
- Navicula Chiloniensis: studia philologica Felici Jacoby professori Chiloniensi emerito octogenario oblata. Leiden: E.J. Brill, 1956 (Festschrift)
- Zu Hippocrates: peri aeron ydaton topon, Berlin: Weidmann, 1911
- Theognis. Berlin: Akademie der Wissenschaften, 1931